# Yotam Ottolenghi
Yotam Assaf Ottolenghi (en hebreo: יותם אוטולנגי, Jerusalén, 14 de diciembre de 1968) es un cocinero israelí afincado en el Reino Unido. Copropietario de cinco delis y restaurantes en Londres, es también conocido por la publicación de famosos libros de cocina, como Ottolenghi (2008), Plenty (2010), o Jerusalén (2012).

## Reseña biográfica

### Primeros años
Descendiente de judíos procedentes de Alemania e Italia, Ottolenghi nació y se crio en Jerusalén. Su padre, Michael Ottolenghi, fue profesor de química en la Universidad Hebrea de Jerusalén, y su madre, profesora y directora de una escuela secundaria. 
Finalizó sus estudios en literatura comparada en la Universidad de Tel Aviv en 1997. Compaginó su trabajo final de máster, con un empleo como corrector para  Haaretz. Ese mismo año, Ottolenghi se mudó a Ámsterdam, donde trabajó en la edición de la sección hebrea del semanario judío-holandés NIW. En aquel momento, consideró la idea de doctorarse en literatura comparada, idea que desechó poco después para trasladarse a Londres, donde estudió cocina francesa en Le Cordon Bleu.

### Carrera profesional
Ottolenghi trabajó como chef de pastelería en tres prestigiosos restaurantes londinenses: Capital Restaurant (condecorado con estrellas Michelín), Kensington Place y Lauceston Place. En 1999 conoció al chef palestino Sami Tamimi, con quien trabajó en diferentes publicaciones y con quien también entabló una larga amistad, a pesar de los conflictos que separan a ambas comunidades: la israelí y la palestina.
En 2002 y en colaboración con Sami Tamimi y Noam Bar, fundó el deli Ottolenghi, en el distrito londinense de Notting Hill. El establecimiento pronto ganó éxito y popularidad gracias a sus inventivos platos, caracterizados por la fuerte presencia de verduras, complejas mezclas de sabores y, sobre todo, la impronta de ingredientes típicos de las cocinas de Oriente Próximo, como el agua de rosas, el za'atar o la melaza de granada. 
En 2006, Ottolenghi comenzó a escribir una columna fija en el periódico The Guardian, titulada "The New Vegetarian". Sin ser propiamente vegetariano, Ottolenghi defiende la presencia de verduras variadas en sus platos, por lo que este tipo de cocina es habitual en sus restaurantes. Prueba de todo ello ha sido la publicación de varios libros de cocina vegetariana: Plenty (en español, El gourmet vegetariano) o Plenty More (en español, Exuberancia: la vibrante cocina vegetariana). 
Ottolenghi ha protagonizado tres documentales de televisión: Jerusalem on a Plate (emitido en la cadena BBC 4, en 2011); Ottolenghi's Mediterranean Feast (emitido en More 4, en 2012) y Ottolenghi's Mediterranean Island Feast (More4, 2013). Asimismo, ha participado como miembro del jurado en la novena edición del concurso televisivo Masterchef Australia (2017).  

### Vida personal
Ottolenghi conoció a su actual pareja, Karl Allen, en 2000. Desde 2012, están casados y viven en Camden, Londres, junto con sus dos hijos (Max, nacido en 2013, y Flynn, en 2015). En 2013, Ottolengui decidió "salir del armario como padre gay", sirviéndose para ello de un artículo de The Guardian, donde explicó detalladamente el difícil y largo proceso para tener a su hijo Max por medio de la gestación subrogada. Desde ese momento, Ottolenghi se mostró también como un defensor de este método de concepción; según él, debería ser una opción más accesible para quienes no pueden tener hijos por la vía natural.

## Publicaciones
- Ottolenghi, Yotam, 2012, El vegetariano gourmet, RBA Libros.
- Ottolenghi, Yotam, 2014, Jerusalén (con Sami Tamimi), Barcelona, Salamandra.
- Ottolenghi, Yotam, 2016, Exuberancia: la vibrante cocina vegetariana, Barcelona, Salamandra.
- Ottolenghi, Yotam, 2017, Dulce, Salamandra.
- Ottolenghi, Yotam, 2018, Simple, Salamandra.

## Distinciones
- Galaxy National Book Award  (premio Libro gastronómico del año, por Plenty, 2010).
- Observer Food Monthly (premio Mejor libro de cocina por Jerusalén, 2013).
- Specsavers National Book Awards (premio Libro gastronómico del año por Plenty More, 2014).